# 鈴木孝治
鈴木 孝治（すずき こうじ、1954年 - ）は、工学者、慶應義塾大学理工学部名誉教授、工学博士。

## 人物紹介
慶應義塾大学工学部応用化学科卒業（1977年）、同大学大学院修士課程工学研究科応用化学専攻修了（1979年）、同大学大学院博士課程工学研究科応用化学専攻修了（1982年）、工学博士（1982年）。現在、慶應義塾大学理工学部応用化学科名誉教授。
専門分野は、化学センサー、バイオケミカルプローブ、スマートケミカルセンサー、センシング機能分子、分析化学。
COE採択サブリーダー。21世紀COEプログラム・化学・材料科学分野、ライフコンジュゲートケミストリー。
近年、科学技術振興事業団のCRESTや地域結集型共同研究推進事業、権利化試験事業、NEDOなどの競争的研究資金を取得し、独創的研究を推進している。さらに、2001年より、科研費特定領域研究「光機能界面の学理と技術」の計画班班長も務めている。受賞は、1989年度日本分析化学会奨励賞、1997年度日本化学会学術賞。現在、国際標準化機構大気専門委員会委員、ISO/TC146（大気の質）委員、公害防止管理者国家試験試験員、（社）産業環境管理協会参与。1998年10月より（財）神奈川科学技術アカデミー(KAST)/科学技術振興事業団・地域共同研究事業「鈴木グループ」グループリーダー。2002年11月より科学技術振興事業団・戦略的創造研究推進事業（CRESTプログラム）研究代表者。2001,02年度日本化学会理事、2002年度日本化学会化学教育協議会役員、2003年度日本分析化学会理事。